# Mercenaria mercenaria
Mercenaria mercenaria é uma espécie comestível de amêijoa nativa da América do Norte, estendendo-se a sua presença desde a Ilha do Príncipe Eduardo, no Canadá, até à Península do Iucatão, no México. Em português, esta amêijoa é designada por amêijoa-mercenária ou clame-redonda.

## Descrição
São particularmente comuns no Cabo Cod e na Nova Jérsia. São também comuns em Rhode Island, sendo consideradas o marisco oficial desse estado.

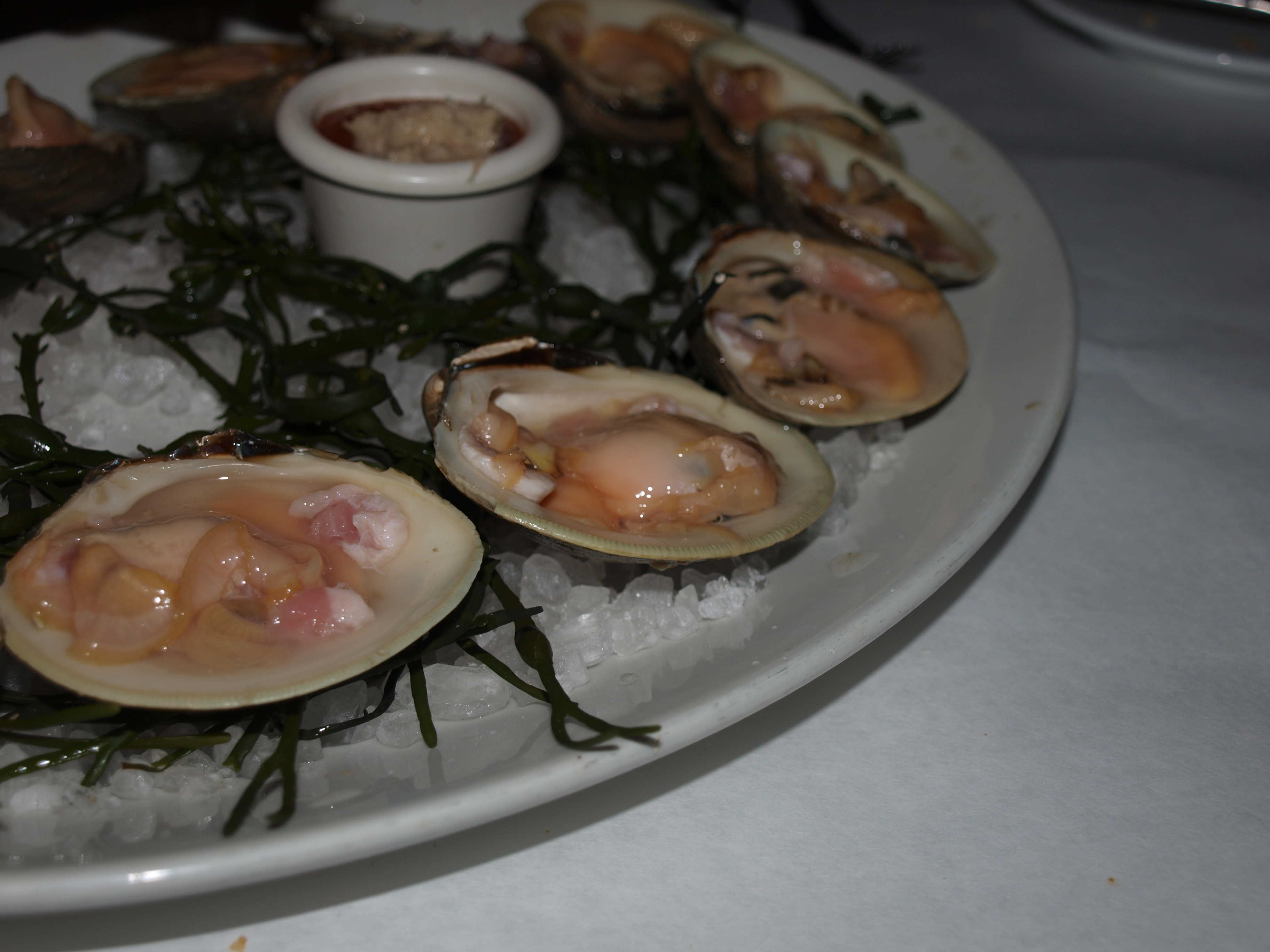
Clames-redondas cruas, servidas num restaurante na Nova Jérsia.

Nos mercados de peixe dos Estados Unidos, existem diversos nomes para esta espécie de amêijoas, dependentes do tamanho dos espécimes. As mais pequenas recebem o nome de countnecks. As seguintes, por ordem crescente de tamanho, recebem o nome de littlenecks, topnecks, cherrystones e, as maiores, quahogs ou chowder clams. Esta espécie era valorizada pelo índios da Nova Inglaterra, que usavam as suas conchas para fazer colares.
A espécie foi transportada para a costa do Pacífico da América do Norte e para a Grã-Bretanha, onde também é criada em viveiros. Reproduz-se de forma sexuada, através da libertação de gâmetas por machos e fêmeas na água.
Nas zonas costeiras da Nova Inglaterra, de Nova Iorque e da Nova Jérsia, existem restaurantes especializados em servir estas amêijoas cruas, apresentado-as abertas apenas com a concha inferior, acompanhadas por um molho de rábano-picante e por limão. Estes restaurantes são conhecidos como raw bars ("bares de crus").
Estima-se que a cada 5.000 amêijoas se consiga encontrar uma raríssima Pérola Quahog.